# 大槻康勝
大槻 康勝（おおつき やすかつ、1976年5月7日 - ）は、日本の男子元陸上競技選手。専門は短距離走。川崎市立野川中学校、法政大学第二高等学校、法政大学卒業。現役時代は富士通所属。
現役時代は日本一と称されたスタートダッシュを武器に、1997年の学生三大タイトル（関東インカレ100m、日本学生種目別選手権100m、日本インカレ100m）を総なめにし、1998年にはアジア大会の100mで銅メダル、4×100mリレーで1走を務めて金メダルを獲得するなど活躍した。

## 経歴
父親がシニアリーグのコーチを務めていた関係で野球をやっていたが、中学1年生の時に学校のスポーツテストで50mを6秒4で走り、陸上部監督の目に留まり勧誘を受けた。そして初めて出場した川崎市の大会の100mで優勝し、以降は野球をやめて陸上だけに専念することになった。中学2年生と3年生の時に全日中を連覇した（当時の全日中は学年別に行われていた）。
中学王者として法政二高に進学するも、高校時代はインターハイの個人種目で入賞を果たせなかった。
大学は法政大学に進学。ここでも2年生までは結果を残せなかった。しかし、3年生になってからかつての輝きを取り戻し、その年の学生三大タイトル（関東インカレ1部100m、日本学生種目別選手権100m、日本インカレ100m）を全て制した。更に翌年には日本選手権100mで2位に入り1998年アジア大会日本代表に選出された。迎えた大会では100mで10秒31をマークして銅メダルを獲得（2位と同タイム）、4×100mリレーでは第1走を務めて金メダル獲得に貢献した。
大学卒業後は富士通に入社し、2001年に現役を引退した。引退後は講師を経て、2008年から神奈川県の教員になった。
現在は横浜市立中川西中学校の教諭を務める。

## 主要大会成績
- 1990年
  - 全日中 2年100m 優勝 11秒60（-3.4）
  - ジュニアオリンピック C100m 優勝 11秒07（+1.7）
- 1991年
  - 全日中 3年100m 優勝 10秒76（+2.0）
- 1997年
  - ユニバーシアード 100m 2次予選3組5着 10秒57（0.0） / 4×100mR 6位 39秒82（1走）
  - 日本インカレ 100m 優勝 10秒38（+0.3）
  - 日本選手権 100m 5位 10秒56（-0.8）
  - 実業団・学生対抗 100m 優勝 10秒28（+3.4）
- 1998年
  - 日中対抗室内 60m 優勝 6秒75
  - 日本選手権 100m 2位 10秒30（+1.5）
  - アジア大会 100m 3位 10秒31（+1.6） / 4×100mR 優勝 38秒91（1走、大会記録）
- 1999年
  - ユニバーシアード 4×100mR 5位 39秒37（1走）

## 参考
- 107号1面 - ウェイバックマシン（2001年5月11日アーカイブ分） - スポーツ法政新聞
- トップ選手に学ぶ一流の｢トレーニングメソッド」、『月刊陸上競技』47巻10号、講談社、2013年9月号、214-218頁。